# برج السنونو
برج السنونو (بالبولندية: Wieża Jaskółki) هي الرواية الرابعة في ملحمة الويتشر كتبها الروائي البولندي الفانتازي أندريه سابكوسكي، وقد نُشرت أول مرة في بولندا في 1997. سبقتها رواية معمودية النار وتلتها الرواية الختامية سيدة البحيرة، وقد تُرجمت الرواية إلى عدة لغات لكنها لم تترجم للعربية.